# Кшентле
Кшентле (пол. Krzętle) — село в Польше, в гмине Осьякув Велюньского повета Лодзинского воеводства. Население — 117 человек (2011).
В 1975—1998 годах село принадлежало к Серадзского воеводства.

## Климат
Климат умеренный, мягкая зима и тёплое лето. Средняя температура в январе от −1 °C до −5 °C, в июле от +17 °C до +19 °C. Осадков 500—800 мм.

## Население
Демографическая структура по состоянию на 31 марта 2011 года:
|         | Всего | До трудоспособного возраста | Трудоспособного возраста | Старше трудоспособного возраста |
| ------- | ----- | --------------------------- | ------------------------ | ------------------------------- |
| Мужчины | 24    | 5                           | 18                       | 1                               |
| Женщины | 35    | 6                           | 16                       | 13                              |
| Всего   | 59    | 11                          | 34                       | 14                              |